# Charles Poingdestre
Charles Henry Poingdestre né en 1825 sur l'île de Jersey et mort en 1905 à Londres, est un peintre paysagiste jersiais.  

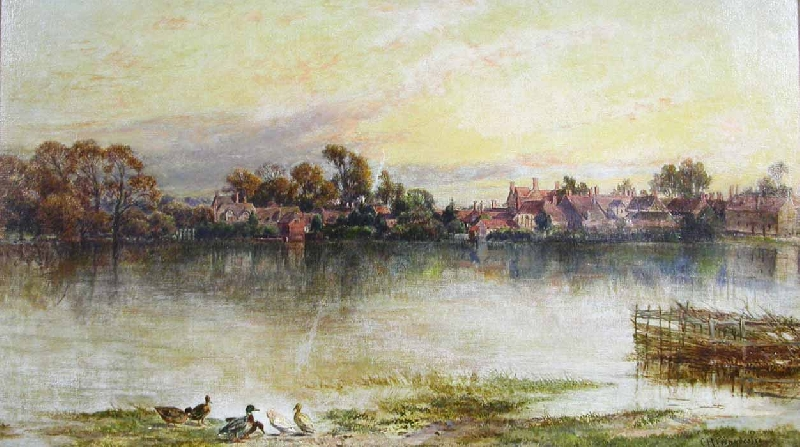
Paysage de rivière avec maisons.

Charles Poingdestre est issu d'une grande famille de notables de l'île de Jersey. Un de ses aïeux, Jean Poingdestre fut bailli de Jersey.
Doué pour la peinture, il se rendit en Italie et s'installa à Rome où il vécut pendant trente ans dans son atelier d'artiste situé au 36 de la Via Dei greci. Il fut le président de la British Academy à Rome.
Ses sujets de prédilection préférés furent les paysages champêtres de la campagne romaine et de la plaine pontine.
Ses œuvres se caractérisent par des paysages ruraux lumineux d'une grande quiétude.